# Bojevnikova senca
Bojevnikova senca (japonsko 影武者, Hepburn Kagemusha) je japonski samurajski film iz leta 1980, ki ga je režiral, koproduciral in montiral Akira Kurosava ter zanj tudi napisal scenarij skupaj z Masatom Idejem. Japonski izraz kagemusha pomeni politično vabo. Dogajanje je postavljeno v obdobje Sengoku in prikazuje zgodbo manjšega zločinca nižjega sloja, ki ga naučijo posnemati umirajočega daimjoja za odvrnitev njegovih tekmecev pred napadom na njegov ranljiv klan. Daimjo temelji na Takedi Šingenu, film se konča z zgodovinsko pomembno bitko pri Nagašinu leta 1575.
Film je bil premierno prikazan 26. aprila 1980 in je osvojil zlato palmo na Filmskem festivalu v Cannesu. Nominiran je bil tudi za oskarja za najboljši tujejezični film in scenografijo, zlati globus za najboljši tujejezični film in štiri nagrade BAFTA, od katerih je bil nagrajen za najboljšo režijo in kostumografijo.

## Vloge
- Tacuja Nakadai kot Takeda Šingen (武田 信玄, Takeda Shingen) in Kagemuša (影武者, Kagemusha)
- Cutomu Jamazaki kot Takeda Nobukado (武田 信廉)
- Keniči Hagivara kot Takeda Kacujori (武田 勝頼, Takeda Katsuyori)
- Džinpači Nezu kot Cučika Sohačiro (土屋 宗八郎, Tsuchiya Sohachiro)
- Hidedži Otaki kot Jamagata Masakage (山縣 昌景, Yamagata Masakage)
- Daisuke Rju kot Oda Nobunaga (織田 信長)
- Masajuki Jui kot Tokugava Iejasu (徳川 家康, Tokugawa Ieyasu)
- Kaori Momoi kot Ocujanokata (お津弥の方, Otsuyanokata)
- Micuko Baišo kot Ojunokata (於ゆうの方, Oyunokata)
- Hideo Murota kot Baba Nobuharu (馬場 信春)
- Takajuki Šiho kot Naito Masatojo (内藤 昌豊, Naitō Masatoyo)
- Kodži Šimizu kot Atobe Kacusuke (跡部 勝資, Atobe Katsusuke)
- Noburo Šimizu kot Hara Masatane (原 昌胤)
- Sen Jamamoto kot Ojamada Nobušige (小山田 信茂, Oyamada Nobushige)
- Šuhei Sugimori kot Kosaka Masanobu (高坂 昌信, Kōsaka Masanobu)
- Takaši Šimura kot Taguči Gjobu (田口刑部, Taguchi Gyobu)
- Eiiči Kanakubo kot Uesugi Kenšin (上杉 謙信, Uesugi Kenshin)
- Francis Selleck kot duhovnik